# Tetramerium zeta
Tetramerium zeta är en akantusväxtart som beskrevs av T.F. Daniel. Tetramerium zeta ingår i släktet Tetramerium och familjen akantusväxter. Inga underarter finns listade i Catalogue of Life.